# الكريف (خيران المحرق)

تعديل مصدري - تعديل

الكريف هي إحدى قرى عزلة الدانعى بمديرية خيران المحرق التابعة لمحافظة حجة، بلغ تعداد سكانها 596 نسمة حسب تعداد اليمن لعام 2004.